# 園韓神社

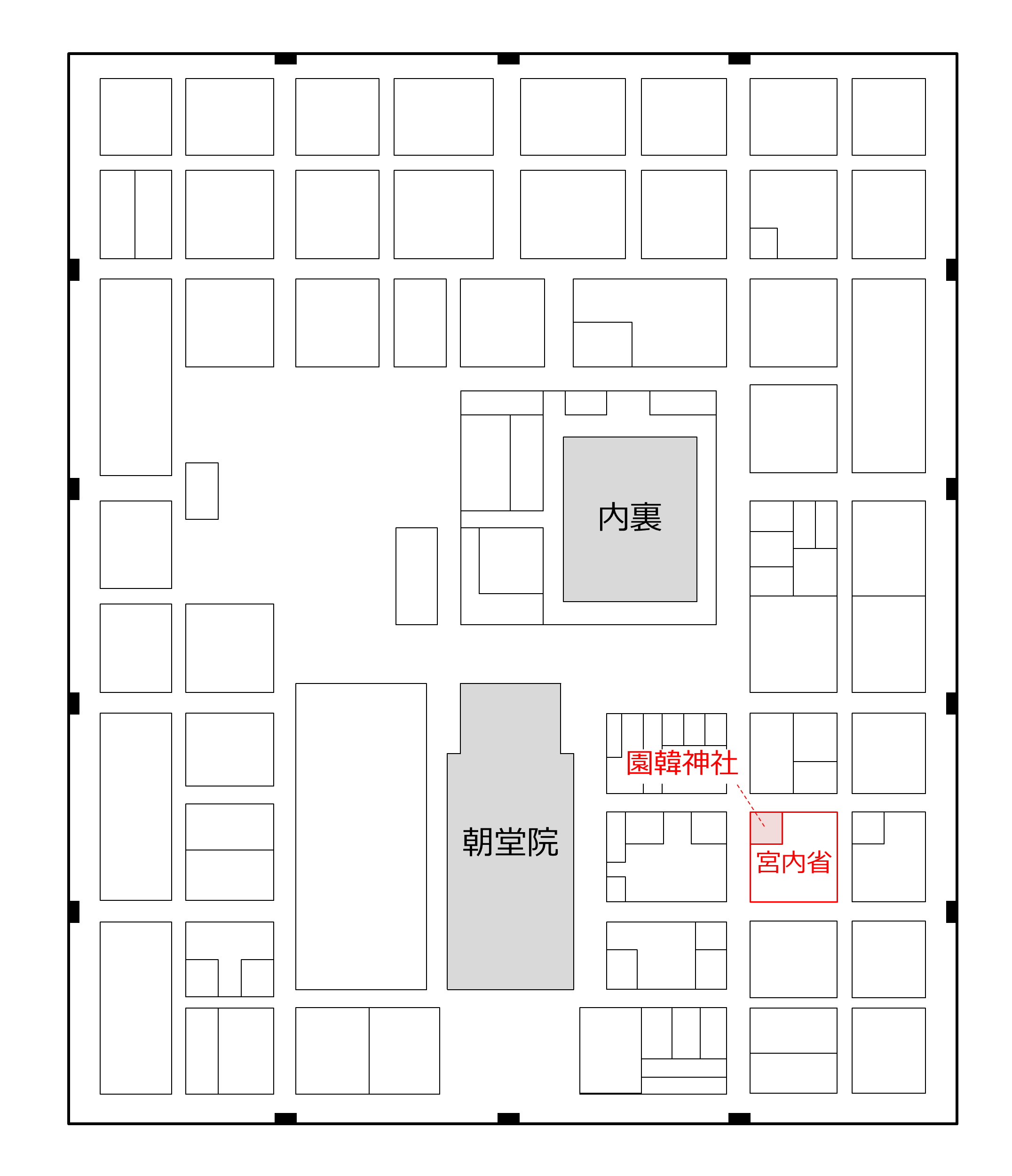
平安京大内裏における園韓神社の位置

園韓神社（そのからかみのやしろ/そのからかみしゃ）は、園神社（そのじんじゃ/そのかみのやしろ、薗神社）および韓神社（からじんじゃ/からかみのやしろ）の総称。式内社（名神大社）で、現在は廃社。宮中三殿の神殿に継承か。

## 概要
園神社・韓神社のいずれも、平安京の宮中（大内裏）の宮内省において応仁の乱頃まで鎮座した神社である。『拾芥抄』宮城指図では宮内省の西、『年中行事絵巻』では宮内省の北西隅に見えており、その位置は現在の京都府京都市上京区主税町の北東にあたる。社殿は南北2宇（南に園神社、北に韓神社）でいずれも東面し、正面一間・側面二間の春日造風であったとされる。
宮中では唯一の名神大社であり、平安時代には例祭「園韓神祭（そのからかみのまつり）」を年2回行う規定で、朝廷から重要視されていた。しかしながら応仁の乱以後は廃絶したため、現在も神格・由来等に関して諸説がある。

## 祭神
祭神のうち、園神については『古事記』『日本書紀』等に記載はなく不詳。一説に宮内省の園池を守る神ともいう。韓神については、『古事記』において大年神と伊怒比売（神活須毘神の女）との間の御子神、大国御魂神・韓神・曾富理神・白日神・聖神の5神のうちに見えている（この韓神とは別神とする説もある）。本居宣長は『古事記伝』において、曾富理神が園神・韓神二座のいずれか一座とする説を唱えている。
『大倭神社註進状』では、園神社は大物主神、韓神社は大己貴命・少彦名命を祀るとするとともに、これらの神は素戔嗚尊の子孫であり疫から守る神であるとしている。

## 歴史

### 創建
『大倭神社註進状』では、『大神氏家牒』を引用して養老年間（717年-724年）の藤原氏による創建としている。
一方『江家次第』や『古事談』によると、平安京遷都に伴い園韓神社を遷座しようとしたところ、「猶（なお）此地に坐して、帝王を護り奉らむ」と託宣があったため遷座は取りやめとなったという。この記事から、創建当初より宮内省近くに祀られたと見られ、宮中36神では最古の神といわれる。平安京の遷都以前に当地を治めたのは渡来系氏族の秦氏であることから、この園神・韓神は元々は秦氏が奉斎した神であったとする説もある。

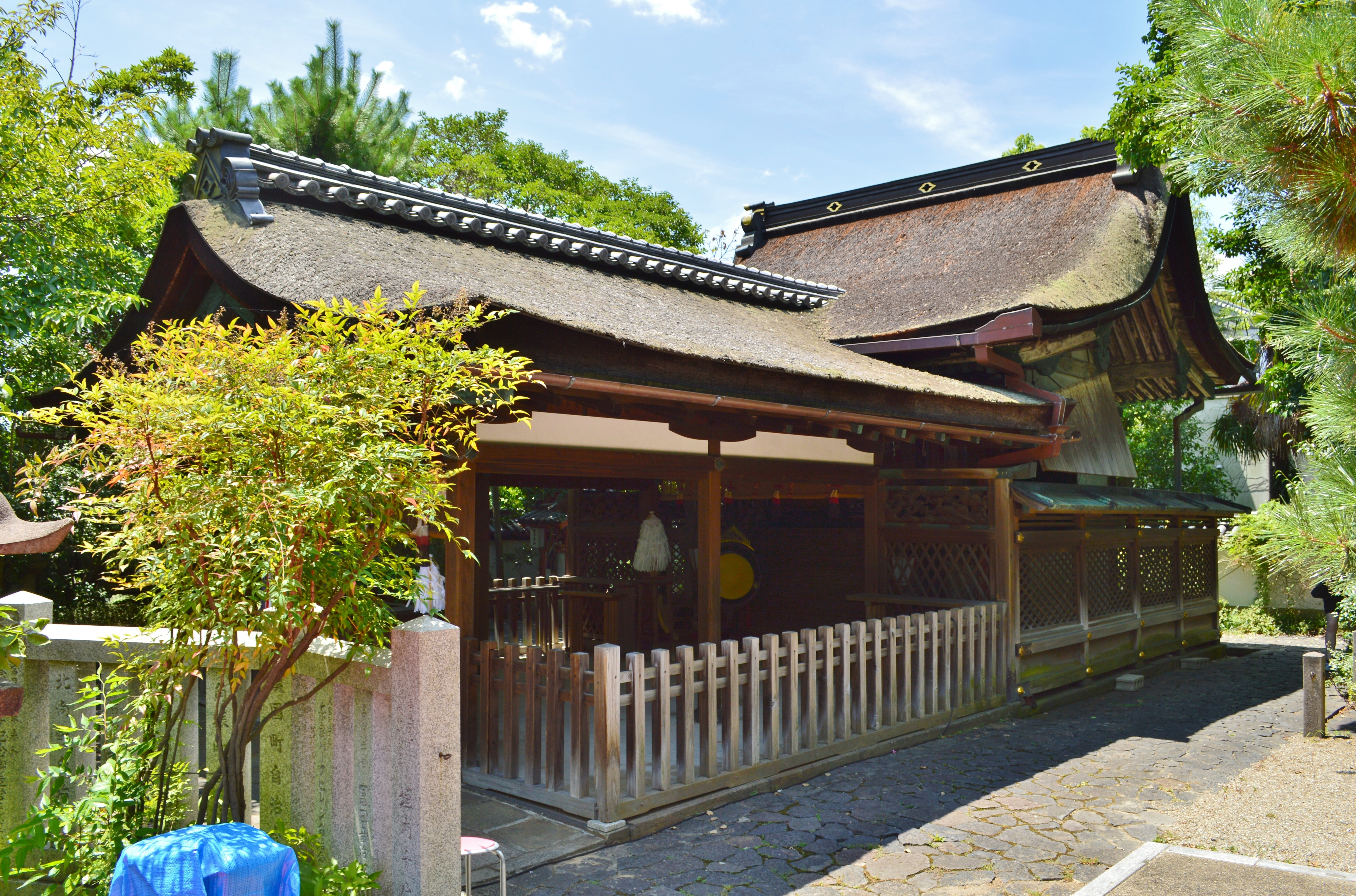
漢国神社（奈良県奈良市）社伝では園韓神社の勧請元とする。

別伝として奈良の漢国神社（奈良県奈良市漢国町）の社伝では、同社の創建について推古天皇の時に大神君白堤が園神の大物主命を、のち養老年間に藤原不比等が韓神の大己貴命・少彦名命を祀ったとする。そして、同社祭神が宮中に勧請されたのが園韓神社の創建になるとしている。

### 概史
文献上では、古くは『新抄格勅符抄』において、天平神護元年（765年）に園神に20戸、韓神に10戸の神封が讃岐国から充てられたと見える。また、『類聚三代格』では延暦20年（801年）に例祭の園韓神祭のことが見えている。
国史では、嘉祥3年（850年）に従五位下の神階に叙せられ、斉衡元年（854年）に従三位に昇叙、斉衡2年（855年）に名神に列し、貞観元年（859年）に正三位に昇叙された旨の記載がある。
延長5年（927年）成立の『延喜式』神名帳では、「宮内省坐神三座 並名神大 月次新嘗」のうちにそれぞれ「園神社」「韓神社二座」として、名神大社に列するとともに月次祭・新嘗祭では幣帛に預る旨が記されている。宮中で名神大社に列したのはこの2社のみである。また、『延喜式』では園韓神社の維持・管理について、讃岐国の封戸を社料とすること、神殿を守る者として封丁一人を充てることが規定されている。
『朝野群載』では永保2年（1082年）の修理の申請が見えるが、その内容から社殿が荒廃した様子が窺える。『長秋記』によると、大治5年（1130年）頃には儀式の古態も失われていた。また『康富記』では、応永26年（1419年）2月5日の大風で社殿は転倒したと記されている。その後、内裏は応仁の乱で焼亡したことから、園韓神社も廃絶したものと見られる。
廃絶後の祭祀の継承は明らかでないが、園韓神は他の宮中諸神とともに神殿（宮中三殿の1つ）の「天神地祇」のうちとして、現在は皇居において祀られていると考えられる。

### 神階
- 嘉祥3年（850年）10月20日、従五位下 （『日本文徳天皇実録』）[原 3] - 表記は「園神韓神等社」。
- 斉衡元年（854年）4月9日、従三位 （『日本文徳天皇実録』）[原 4] - 表記は「園神」「韓神」。
- 斉衡2年（855年）9月9日、名神に列す （『日本文徳天皇実録』）[原 5] - 表記は「園神」「韓神」。
- 貞観元年（859年）1月27日、従三位から正三位 （『日本三代実録』）[原 6] - 表記は「園神」「韓神」。

## 祭事

### 園韓神祭
園韓神社の例祭は「園韓神祭（そのからかみのまつり）」と称された。祭は2月の春日祭の後の丑の日、11月の新嘗祭の前の丑の日の年2回行う規定であった。史料上の初見は延暦20年（801年）で、定期的に執行された旨が『日本三代実録』に記録されている。
祭の内容は『貞観儀式』等に詳述されている。当日は、神部2人が庭に賢木を立て、庭火を焚き、御巫が祝詞を奏上。奏上後は笛と琴を奏し、御神子が庭火を廻って湯立舞を行い、次いで神部8人がともに舞う。以上の所作を園神社に次いで韓神社でも行い、終わると再び園神社で和舞を行う。そして大臣以下が退出した後、神祇官が御巫・物忌・神部らとともに両神殿の前で歌舞（神楽）を行うというものである。その神祇官らによる神楽は、一条天皇の時代に制定された内侍所御神楽以前の宮庭神楽とされる。
なお『江家次第』では神部4人が榊・桙・弓・剣を持って舞ったと見えるが、『百錬抄』では大治2年（1127年）の大内裏火災で園韓神の御正体を取出そうとした折に神宝として剣・桙があったと見える。その後、祭は平安時代末以後は次第に衰微したとされる。